# Miguel Sánchez de Lima
Miguel Sánchez de Lima poeta y preceptista literario portugués del siglo XVI que escribió en español.

## Biografía
La figura de Miguel Sánchez de Lima, portugués recriado en España y autor de la primera poética italianizante del siglo XVI, se caracteriza por una absoluta carencia de datos biográficos. La memoria de su nombre y su gloria de escritor se cifran exclusivamente en el pequeño volumen intitulado «El arte poética en romance castellano», impreso en Alcalá de Henares en 1580, que le convierte en el autor de la primera poética castellana renacentista del siglo XVI.
Portugués nacido en Vaiana o Viana de Lima y criado en España, vivió al servicio de don Juan Fernández Pacheco, Marqués de Villena, y fue tal vez capellán de su casa como induce a sospecharlo el tono de moral adoctrinamiento que suena en muchos pasajes de su obra. Poeta mediocre, compuso sin embargo un célebre Arte poética (Alcalá, 1580), la primera castellana dentro de la estética del Renacimiento italianizante, que sin duda leyó Miguel de Cervantes, pero que no menciona en su repertorio estrófico los populares romances. Ataca, como el célebre autor del Quijote, los libros de caballerías y propugna un teatro sometido a las unidades aristotélicas.

## Obras
- El arte poética en romance castellano. Alcalá, en casa de Iuan Iñiguez de Lequerica, 1580. Hay dos ediciones modernas: la de Rafael de Balbín Lucas (Madrid: CSIC, 1944), y la digital de Alejandro Martínez Berriochoa (Clásicos Hispánicos EdoBNE, 2012).

- Datos: Q6015202